# Região ultramarina
Região ultramarina ou região de ultramar (em francês:  Région d'outre-mer) é uma recente designação dada aos departamentos de ultramar que dispõe de poderes idênticos aos das regiões da França Metropolitana. Como parte integrante da República Francesa, são representadas na Assembleia Nacional, no Senado e no Conselho Económico, Social e Ambiental, elegendo também membros para o Parlamento Europeu e usando o Euro como moeda.
Embora estes territórios tenham estes poderes políticos desde 1982, quando a política de descentralização em França determinou que elegessem conselhos regionais e conferiu outros poderes regionais, o termo região ultramarina data apenas da alteração constitucional de 2003.
São as seguintes as regiões com estatuto de regiões ultramarinas:
- Guiana Francesa
- Guadalupe
- Martinica
- Maiote
- Reunião

São Pedro e Miquelão foi um departamento de ultramar mas o seu estatuto passou a ser o de coletividade territorial em 1985, antes das regiões terem sido criadas em França. São Pedro e Miquelão são uma coletividade de ultramar desde março de 2003.